# Coelenterata

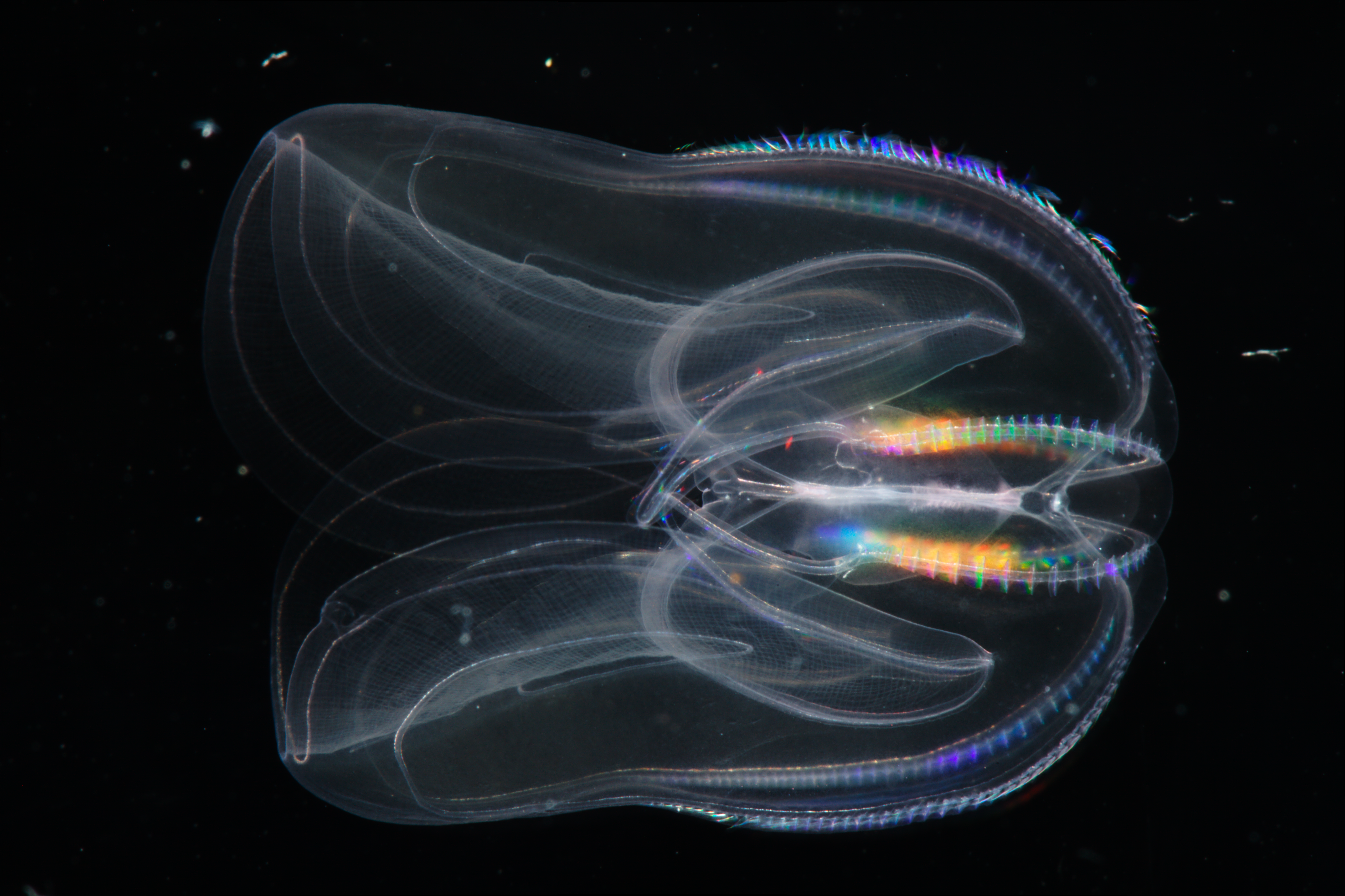
Amerikansk kammanet, Mnemiopsis leidyi.

Coelenterata kallas även tvåskiktsdjur eller kavitetsdjur. Namnet coelenterata har tidigare använts för att omfatta stammarna nässeldjur och kammaneter, på grund av att de är enkelt uppbyggda flercelliga djur. Man kan se det som att djuren inte går vidare från gastrulastadiet, ett hos andra djur tidigt utvecklingsstadium efter att ett ägg blivit befruktat.